# 光敏性癲癇
光敏性癲癇（英語：photosensitive epilepsy，PSE）是一種對光刺激過度敏感所引發的癲癇。此病症的特徵是在受到特定頻率或強度的閃爍燈光、快速變化的光影效果，或某些電子螢幕圖像時，患者可能產生癲癇發作。此疾病多見於兒童和青少年，但隨著年齡增長通常會有所緩解。診斷與治療包括腦電圖檢測、避免光刺激源，以及使用抗癲癇藥物等方式。光敏性癲癇的發作雖然可預防，但對於患者日常生活和活動的限制仍構成挑戰。

## 病因
光敏性癲癇的主要病因是患者對特定光刺激的過度敏感性，這種敏感性通常與神經系統的反應特徵密切相關。科學研究表明，當特定頻率的光進入眼睛後，視神經會將信息傳遞到大腦皮層。對於患有光敏性癲癇的患者，大腦皮層的神經元可能會過度興奮，導致異常的電活動。這些異常活動可能促使神經信號失去平衡，最終引發癲癇發作。
除了視神經的反應，環境因素也可能促使病情加重。例如：
- 頻繁且快速的光影閃爍：某些動畫或視頻遊戲中高頻率閃爍的光線可能成為誘發因素[7][8]。
- 過於明亮的燈光：特定的人工光源，如夜店中的燈光秀，可能誘發敏感反應[9][10][11]。

患者的遺傳背景可能會在光敏性癲癇中扮演重要角色。有些研究指出，部分基因變異可能影響大腦的神經調控功能，增加患者對光刺激的敏感度。腦電圖（EEG）檢測常被用於觀察光敏性癲癇患者的大腦活動，尤其是在閃光測試期間，研究人員會記錄大腦中是否出現異常波形。

## 病例
歷史上曾有多起因視覺刺激導致的群體性癲癇發作事件。例如，1997年日本播放的《寶可夢》動畫因紅藍畫面頻閃過快，導致數百名兒童出現癲癇發作並被緊急送醫，為3D龍事件；2007年，倫敦2012奧運會的宣傳預告片因色塊變化過快，造成部分觀眾不適及癲癇症狀等。

## 症狀與診斷
光敏性癲癇的核心特徵是患者在受到特定頻率或強度的光刺激後，出現癲癇症狀。這些症狀可能包括短暫的抽搐、肌肉僵直、意識暫失，甚至在某些嚴重情況下，患者可能完全失去知覺。這些發作通常發生得非常迅速，並可能會伴隨其他感官異常，如視覺幻覺、噪音敏感或極端情緒反應。
常見的症狀包括：
- 全身性發作：患者可能出現全身肌肉痙攣或僵硬，且無法控制自身行為。
- 局部性症狀：部分患者可能只會表現出局部的肢體抽動，或者感覺到某些身體部位的刺痛或麻木。
- 先兆反應：在癲癇發作前，患者可能會出現頭暈、噁心或感覺到某種無法明確描述的不適[23][24][25][26][27]。

診斷光敏性癲癇通常需要透過腦電圖（EEG）進行光敏性測試。醫生會使用特定頻率的閃光燈或光影模式刺激患者，觀察腦部活動是否出現異常的電波反應，這些電波反應是診斷光敏性癲癇的重要指標。此外，患者的病史回顧也至關重要，特別是那些與光刺激相關的發作經驗。最新的診斷方法還包括利用高精度的成像技術（如磁共振成像，MRI）來檢查患者是否有潛在的腦部結構異常，這可以幫助醫生排除其他潛在的癲癇誘因。

## 治療與預防
光敏性癲癇通常無法完全治癒，但可以透過適當的治療與預防措施來有效控制發作，使患者能夠過上相對正常的生活。
控制發作的方法主要包括：藥物治療：許多患者在服用抗癲癇藥物（如丙戊酸鈉、拉莫三嗪、左乙拉西坦等）後，可以顯著減少甚至完全避免發作；環境與行為調整：避免閃爍光源、調整螢幕設定、佩戴濾光眼鏡等，可以有效降低誘發風險；生活方式管理：規律作息、減少壓力、避免其他癲癇誘因（如睡眠不足、酗酒）有助於減少發作機率；新興技術（如神經調控技術、基因療法）正在研究中，未來可能會帶來更好的治療選擇。